# Dong Jiong
Dong Jiong (en chino: 董炯; Pekín, 20 de agosto de 1973) es un deportista chino que compitió en bádminton, en la modalidad individual. Participó en los Juegos Olímpicos de Atlanta 1996, obteniendo una medalla de plata en la prueba individual.

## Palmarés internacional
| Juegos Olímpicos | Juegos Olímpicos         | Juegos Olímpicos | Juegos Olímpicos |
| Año              | Lugar                    | Medalla          | Prueba           |
| ---------------- | ------------------------ | ---------------- | ---------------- |
| 1996             | Atlanta (Estados Unidos) | Medalla de plata | Individual       |